# Liste von Kraftwerken in Chile
Die Kraftwerke in Chile werden sowohl auf einer Karte als auch in Tabellen (mit Kennzahlen) dargestellt. Die Liste ist nicht vollständig.

## Installierte Leistung und Jahreserzeugung
Laut CIA verfügte Chile im Jahr 2020 über eine (geschätzte) installierte Leistung von 29,808 GW; der Stromverbrauch lag bei 75,302 Mrd. kWh. Der Elektrifizierungsgrad lag 2020 bei 100 %. Chile war 2020 bzgl. der Stromerzeugung autark; weder importierte noch exportierte das Land Elektrizität.

## Karte
| Alfalfal |

| Angamos |

| Angostura |

| Antilhue |

| A |

| Atacama |

| Bocamina |

| Candelaria |

| Canela II |

| Canutillar |

| Chacayes |

| Cipreses |

| Colbún |

| El Toro |

| Guacolda |

| Ma |

| Nehuenco |

| Pangue |

| Pe |

| Pullinque |

| Qui |

| Ralco |

| Rapel |

| R |

| San Isidro |

| Tarapaca |

| Tocopilla |

| Ventanas |

## Solarkraftwerke
Insgesamt sind (2024) 11.054 MW Photovoltaik am Netz. Das Solarkraftwerk Cerro Dominador in der Atacama-Wüste kombiniert eine Photovoltaikanlage mit 100 MWp Leistung mit einem Sonnenwärmekraftwerk (Solarthermisches Kraftwerk mit Strahlungsbündelung, englisch: concentrated solar power, CSP) mit 110 MWp Leistung.

## Wärmekraftwerke
| Name       | Block   | Inst. Leistung (MW) | Typ / Brennstoff | Status     | Anmerkung                                      |
| ---------- | ------- | ------------------- | ---------------- | ---------- | ---------------------------------------------- |
| Angamos    |         | 545                 | Kohle            | in Betrieb |                                                |
| Antilhue   |         | 100                 | Erdgas           | in Betrieb |                                                |
| Atacama    |         | 780                 | Erdgas           | in Betrieb |                                                |
| Bocamina   |         | 497                 | Kohle            | in Betrieb |                                                |
| Candelaria |         | 270                 | Erdgas           | in Betrieb |                                                |
| Guacolda   | 1 bis 4 | 608                 | Kohle            | in Betrieb | 4 × 152 MW                                     |
| Nehuenco   |         | 868                 | Erdgas           | in Betrieb |                                                |
| San Isidro |         | 778                 | Erdgas           | in Betrieb |                                                |
| Tarapaca   |         | 182                 | Kohle            | in Betrieb |                                                |
| Tocopilla  |         | 914,6               | Kohle, GuD       | in Betrieb |                                                |
| Ventanas   | 1 bis 4 | 885                 | Kohle            | in Betrieb | 1 × 120 MW; 1 × 218 MW; 1 × 267 MW; 1 × 270 MW |

## Wasserkraftwerke
| Name des Kraftwerks | Inst. Leistung (MW) | Fluss/See              | Status     |
| ------------------- | ------------------- | ---------------------- | ---------- |
| Alfalfal            | 178                 | Río Olivares           | in Betrieb |
| Angostura           | 316                 | Río Bío Bío            | in Betrieb |
| Antuco              | 320                 | Río Laja               | in Betrieb |
| Canutillar          | 172                 | Lago Chapo             | in Betrieb |
| Chacayes            | 111                 | Río Cachapoal          | in Betrieb |
| Cipreses            | 106                 | Laguna de La Invernada | in Betrieb |
| Colbún              | 474                 | Río Maule              | in Betrieb |
| El Toro             | 450                 | Laguna de La Laja      | in Betrieb |
| Machicura           | 95                  | Río Maule              | in Betrieb |
| Pangue              | 467                 | Río Bío Bío            | in Betrieb |
| Pehuenche           | 570                 | Río Melado             | in Betrieb |
| Pullinque           | 51                  | Lago Pullinque         | in Betrieb |
| Quilleco            | 71                  | Río Laja               | in Betrieb |
| Ralco               | 690                 | Río Bío Bío            | in Betrieb |
| Rapel               | 377                 | Río Rapel              | in Betrieb |
| Rucúe               | 178                 | Río Laja               | in Betrieb |

## Windenergie
Ende 2024 waren in Chile Windkraftanlagen (WKA) mit einer installierten Leistung von 4884 MW in Betrieb, 2023 waren es 4577 MW gewesen.
| Name                 | Inst. Leistung (MW) | Anzahl | Status     | Anmerkung                                                |
| -------------------- | ------------------- | ------ | ---------- | -------------------------------------------------------- |
| Canela               | 78,15               | 51     | in Betrieb |                                                          |
| El Arrayán           | 115                 | 50     | in Betrieb |                                                          |
| Talinay Oriente      | 90                  | 45     | in Betrieb | in Betrieb seit 2013, Erweiterung auf 1.000 MW geplant   |
| Taltal               | 99                  | 33     | in Betrieb |                                                          |
| Valle de los Vientos | 90                  | 45     | in Betrieb |                                                          |
| Horizonte            | 816                 | 140    | in Betrieb | Inbetriebnahme ab November 2024, Einweihung im März 2025 |